# Oxyophthalma gracilis
Oxyophthalma gracilis är en bönsyrseart som beskrevs av Henri Saussure 1861. Oxyophthalma gracilis ingår i släktet Oxyophthalma och familjen Tarachodidae. Inga underarter finns listade i Catalogue of Life.